# Бустрём, Кирси
Кирси Бустрём (фин. Kirsi Boström; девичья фамилия Тийра фин. Tiira; 28 мая 1968, Париккала) — финская ориентировщица, чемпионка мира по спортивному ориентированию.
Впервые принимала участие на чемпионатах мира в 1991 году в Чехии.
Первый успех пришел в 1993 году, когда в составе женской сборной команды Кирси Бустрём, тогда еще Тийра, завоевала серебряную медаль в эстафете.
На следующем чемпионате мира 1995 года, который проходил в Германии недалеко от Детмольда, Кирси также была в составе финской эстафетной команды. Удачно пробежав свой первый этап, Кирси сделала свой вклад в победу финской эстафетной команды.
Индивидуальное золото Кирси Бустрём завоевала в 1999 году на классической дистанции, когда более чем на полминуты обыграла фаворитку чемпионата, действующую чемпионку мира на классической дистанции, Ханне Стафф.
В 2000 году вновь стали проводиться чемпионаты Европы. Третий чемпионат Европы прошёл на Украине в городе Трускавец. В составе финской команды Кирси Бустрём участвовала на этом чемпионате, заняв 7-е место на классической дистанции.
В 1998 году в составе своего клуба Angelniemen Ankkuri выиграла престижнейшую эстафету Венла.